# Banda Calypso na Amazônia
Banda Calypso na Amazônia é o terceiro álbum ao vivo e segundo álbum de vídeo da banda musical brasileira Banda Calypso, lançado em DVD no dia 14 de fevereiro de 2005, através de sua editora discográfica independente Calypso Produções. O seu lançamento em CD ocorreu em 18 de abril de 2005. O projeto foi gravado em 14 de novembro de 2004 no Sambódromo de Manaus, e teve o comparecimento de mais de 50 mil espectadores. A produção musical da obra é assinada pelo guitarrista da banda, Ximbinha; a set list do show consiste majoritariamente em canções de seu quarto álbum, Volume 4 (2003).
A divulgação de Banda Calypso na Amazônia aconteceu de diversas formas, incluindo apresentações ao vivo em programas como Boa Noite Brasil, Domingão do Faustão, Sabadaço e Domingo Legal, além de uma turnê baseada na apresentação do álbum, que percorreu o Brasil entre 2004 e 2005, passando ainda por diversos países da América do Sul, Europa e cidades dos Estados Unidos. Comercialmente, o projeto mostrou-se um enorme sucesso: o DVD recebeu disco de diamante triplo pelas 300 mil cópias vendidas. Estima-se que as vendas do DVD já tenham excedido um milhão de cópias desde seu lançamento.

## Oshow
"Neste segundo DVD dessa consagrada banda no cenário artístico nacional, podemos constatar um verdadeiro espetáculo amazônico, digno das grandes produções internacionais. Calypso da melhor qualidade, carimbó, cúmbia, boi-bumbá e guitarrada ribeirinha são ritmos da Amazônia que constituem o repertório musical do show da banda, apresentado com belas coreografias que expressam claramente as influências culturais do nosso povo. Juntos, a Banda Calypso e 50 mil espectadores se tornaram um só coro, numa festa com muita felicidade, uma explosão de alegria. [...] a Banda Calypso apresenta o esplendor da riqueza da musicalidade amazônica, e no DVD se mostram ainda imagens que, na verdade, são documentos da Amazônia – a última fronteira a ser transposta pela humanidade."

— Manoel Cordeiro, produtor cultural.
O concerto foi gravado em 14 de novembro de 2004 no Sambódromo de Manaus, e reuniu um público de mais de 50 mil pessoas. A set list do show consiste majoritariamente em canções do quarto álbum da Banda Calypso, Volume 4 (2003). No palco, a vocalista Joelma e o guitarrista Ximbinha (que assina a direcão artística e musical do show) são acompanhados por três casais de dançarinos, 12 músicos e três backing vocals. A abertura do espetáculo apresenta os dançarinos, com trajes indígenas, dançando ao som da introdução das canções "Anjo", "Nenê" e "Pra Te Esquecer" em ritmo de toada. Logo após, Joelma, vestindo um figurino composto por top e short curto cobertos por um macacão preto transparente com bordados dourados, entra no palco e canta "Pra Te Esquecer", seguindo com "Nenê", "Anjo" e "Primeiro Amor". Ao término do bloco, a vocalista faz seu agradecimento aos fãs e ao público presente na gravação, agradecendo também ao apresentador Gilberto Barros – que, na época, apresentava os programas Sabadaço e Boa Noite Brasil, na Rede Bandeirantes – por todo o apoio dado à banda. No bloco seguinte, foi a vez das músicas de andamento lento. A cantora, trajando um longo vestido strapless cinza ardósia escuro com fenda, retorna ao palco cantando "Disse Adeus", do primeiro álbum (1999), na qual encena com um dos dançarinos, que, próximo do final da canção, arranca o vestido de Joelma, permanecendo apenas com um maiô bege, fazendo alusão de que está nua. Após o número, Joelma sai do palco sendo carregada no colo pelo dançarino, para onde retorna vestindo um longo vestido assimétrico roxo e cantando "Tic Tac", seguindo o bloco com "Dois Corações", também originária do primeiro álbum, e, por fim, "Imagino".

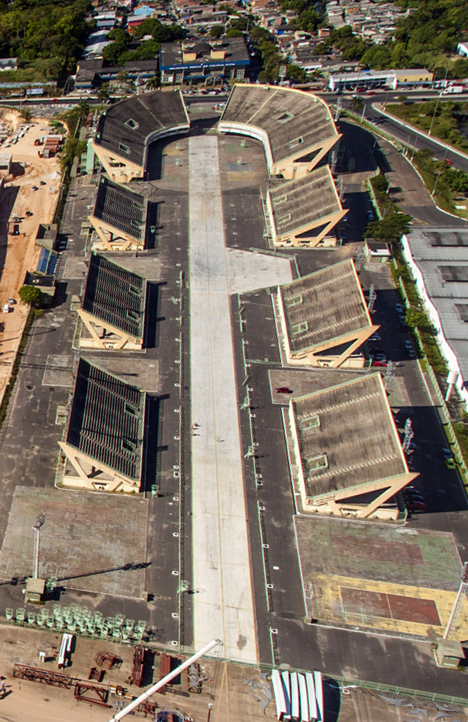
Vista aérea do Sambódromo de Manaus, onde o álbum foi gravado.

O terceiro segmento do show foi reservado para a cúmbia e a lambada, no qual Joelma usa um figurino com franjas amarelo que combina top, short com cinto, mangas e uma capa de malha amarela estampada. O ato se inicia com "Lágrimas de Sangue" e segue com "Love You Mon Amour", originária do álbum O Ritmo Que Conquistou o Brasil! (2002). Logo após, a cantora e os dançarinos saem e Ximbinha assume o palco tocando "Lambada Complicada", contida no álbum Ao Vivo (2002). Em seguida, Joelma retorna ao palco, acompanhada pelos dançarinos, com um figurino verde composto por blusa strapless e saia mullet curta, além de braceletes e gargantilha, ambos de tecido. No ato, a vocalista canta "Homem Perfeito (El Hombre Perfecto)", que incorpora elementos de merengue, lambada, bolero e salsa. A cantora muda de figurino, agora com vestimentas de carimbó, para cantar um pot-pourri das canções "Canto de Carimbó", "Lua Luar" e "Canto de Atravessar". No último bloco, Joelma, trajando um figurino vermelho que combina top, saia assimétrica e longas mangas flare, canta "Fala pra Mim", seguindo com "Brincou Comigo", originalmente composta e gravada pelo cantor Kim Marques em seu álbum A Dança do Brega (1996), e "Paquera", encerrando o show e, portanto, o álbum.

## Lançamento e promoção
Banda Calypso na Amazônia foi lançado primeiramente em DVD, no dia 14 de fevereiro de 2005. A edição em CD do registro chegou às lojas em 18 de abril. Para promovê-lo, a Banda Calypso embarcou em uma turnê baseada na apresentação do álbum, que teve início em outubro de 2004, e percorreu o Brasil por cerca de um ano, passando ainda por diversos países da América do Sul, Europa e cidades dos Estados Unidos, completando cerca de 250 shows. Além da turnê, também estiveram presentes em vários programas de televisão. Joelma e Ximbinha compareceram ao Boa Noite Brasil em duas ocasiões: a primeira ocorreu no dia do lançamento do álbum, em 14 de fevereiro de 2005, numa edição inteiramente dedicada à banda, onde apresentaram "Pra Te Esquecer", além dos sucessos "Dançando Calypso", "Temporal", "Me Telefona" e "A Lua Me Traiu"; a segunda ocorreu em setembro de 2005, onde também interpretaram "Pra Te Esquecer", além de "A Lua Me Traiu". A banda também esteve presente no Domingão do Faustão em duas ocasiões: a primeira ocorreu em 6 de março de 2005, onde tocaram "Pra Te Esquecer" e "Canto de Carimbó", além dos sucessos "A Lua Me Traiu" e "Dançando Calypso", e receberam discos de ouro, platina, platina duplo e diamante pelas vendas de seu álbum anterior, Volume 6 (2004), além do disco de diamante triplo pelas vendas do DVD Banda Calypso na Amazônia; a segunda ocorreu em 19 de junho de 2005, com a dupla Bruno & Marrone, onde foram interpretadas as faixas "Homem Perfeito", "Pra Te Esquecer" e "Lambada Complicada", além do sucesso "Dançando Calypso" e do recém-lançado dueto com Bruno & Marrone, "Por Que Choras?".
Joelma e Ximbinha também estiveram no Sabadaço em quatro ocasiões, onde promoveram o disco e performaram algumas canções presentes no álbum: a primeira ocorreu em 16 de abril de 2005; a segunda ocorreu em 21 de maio; a terceira em 13 de agosto; e a quarta no dia 1º de outubro. Em maio de 2005, a banda esteve presente no Programa do Jô, onde Joelma e Ximbinha foram entrevistados pelo apresentador Jô Soares e tocaram "Pra Te Esquecer", além do sucesso "Chamo por Você". No dia 26 do mesmo mês, Joelma e Ximbinha compareceram ao Melhor da Tarde, onde foram entrevistados pela apresentadora Leonor Corrêa e interpretaram "Pra Te Esquecer", além do sucesso "Dançando Calypso". A banda também esteve no Domingo Legal em duas ocasiões, onde divulgou o disco e tocou algumas canções presentes no álbum: a primeira ocorreu em 21 de agosto de 2005; a segunda ocorreu em 18 de setembro de 2005. Em 1º de outubro de 2005, foram ao Caldeirão do Huck, onde interpretaram "Pra Te Esquecer", além de "Dançando Calypso".

## Desempenho comercial
Banda Calypso na Amazônia foi um enorme sucesso comercial, tornando-se o álbum mais vendido antes mesmo de ser lançado. A edição em DVD do registro saiu com tiragem inicial de 300 mil unidades, que esgotou em apenas dois dias, garantindo à banda o disco de diamante triplo, recebido durante a sua primeira apresentação no Domingão do Faustão, em 6 de março de 2005. Em 16 de julho de 2005, a revista estadunidense Billboard publicou a informação de que o trabalho havia atingido o terceiro lugar em vendas no Brasil. Na parada de álbuns da revista Época, Banda Calypso na Amazônia chegou a ficar em primeiro lugar entre os DVDs mais vendidos no país, enquanto a versão em CD, por sua vez, alcançou a quinta posição no ranking de discos. Em poucos meses, o DVD chegou a marca de mais de 500 mil exemplares comercializados.

## Lista de faixas
Lista de faixas e créditos adaptados dos encartes do álbum.
| DVD            |                                                                                    |                                                                                  |         |  |
| N.º            | Título                                                                             | Compositor(es)                                                                   | Duração |  |
| 1.             | "Abertura"                                                                         | Joelma Tovinho                                                                   | 2:11    |  |
| 2.             | "Pra Te Esquecer"                                                                  | Batista Lima                                                                     | 4:16    |  |
| 3.             | "Nenê"                                                                             | Edu Luppa                                                                        | 3:21    |  |
| 4.             | "Anjo"                                                                             | Louro Santos                                                                     | 3:32    |  |
| 5.             | "Primeiro Amor"                                                                    | Kim Marques                                                                      | 3:53    |  |
| 6.             | "Disse Adeus"                                                                      | Ximbinha Tonny Brasil                                                            | 4:09    |  |
| 7.             | "Tic Tac"                                                                          | Edu Luppa                                                                        | 3:33    |  |
| 8.             | "Dois Corações"                                                                    | Tonny Brasil                                                                     | 3:16    |  |
| 9.             | "Imagino"                                                                          | Chrystian Lima Ivo Lima                                                          | 4:05    |  |
| 10.            | "Lágrimas de Sangue"                                                               | Tonny Brasil                                                                     | 2:27    |  |
| 11.            | "Love You Mon Amour"                                                               | Tonny Brasil                                                                     | 3:43    |  |
| 12.            | "Lambada Complicada"                                                               | Aldo Sena                                                                        | 2:56    |  |
| 13.            | "Homem Perfeito" (El Hombre Perfecto")                                             | Ricardo Alberto Gaitan Ricardo Alfredo Gaitan Nicolas Tovar Carla Maués (versão) | 4:20    |  |
| 14.            | "Pot-pourri de Carimbó" ("Canto de Carimbó" / "Lua, Luar" / "Canto de Atravessar") | Vital Lima Nilson Chaves Manoel Cordeiro Mestre Lucindo Márcio Montoril Pimentel | 4:47    |  |
| 15.            | "Fala pra Mim"                                                                     | Louro Santos Tinho                                                               | 3:42    |  |
| 16.            | "Brincou Comigo"                                                                   | Kim Marques Ximbinha                                                             | 2:47    |  |
| 17.            | "Paquera"                                                                          | Marquinhos Maraial Beto Caju                                                     | 5:30    |  |
| Duração total: | Duração total:                                                                     | Duração total:                                                                   | 1:03:37 |  |

| DVD: extras |                        |         |  |
| N.º         | Título                 | Duração |  |
| 18.         | "Imagino" (videoclipe) | 4:05    |  |

| CD             | |                                                                                  |         |  |
| N.º            | Título | Compositor(es)                                                                   | Duração |  |
| 1.             | "Abertura" | Joelma Tovinho                                                                   | 2:13    |  |
| 2.             | "Pra Te Esquecer"                                                                                                | Batista Lima                                                                     | 4:14    |  |
| 3.             | "Nenê" | Edu Luppa                                                                        | 3:22    |  |
| 4.             | "Anjo" | Louro Santos                                                                     | 3:31    |  |
| 5.             | "Primeiro Amor"                                                                                                  | Kim Marques                                                                      | 3:42    |  |
| 6.             | "Disse Adeus" | Ximbinha Tonny Brasil                                                            | 4:10    |  |
| 7.             | "Tic Tac" | Edu Luppa                                                                        | 3:32    |  |
| 8.             | "Dois Corações"                                                                                                  | Tonny Brasil                                                                     | 3:26    |  |
| 9.             | "Imagino" | Chrystian Lima Ivo Lima                                                          | 3:56    |  |
| 10.            | "Lágrimas de Sangue"                                                                                             | Tonny Brasil                                                                     | 2:26    |  |
| 11.            | "Love You Mon Amour"                                                                                             | Tonny Brasil                                                                     | 3:44    |  |
| 12.            | "Lambada Complicada"                                                                                             | Aldo Sena                                                                        | 2:55    |  |
| 13.            | "Homem Perfeito" (versão em português da música "El Hombre Perfecto", originalmente gravada pelos irmãos Gaitán) | Ricardo Alberto Gaitan Ricardo Alfredo Gaitan Nicolas Tovar Carla Maués (versão) | 4:21    |  |
| 14.            | "Pot-pourri de Carimbó" ("Canto de Carimbó" / "Lua, Luar" / "Canto de Atravessar")                               | Vital Lima Nilson Chaves Manoel Cordeiro Mestre Lucindo Márcio Montoril Pimentel | 4:49    |  |
| 15.            | "Fala pra Mim"                                                                                                   | Louro Santos Tinho                                                               | 3:40    |  |
| 16.            | "Brincou Comigo"                                                                                                 | Kim Marques Ximbinha                                                             | 2:47    |  |
| 17.            | "Paquera" | Marquinhos Maraial Beto Caju                                                     | 3:43    |  |
| 18.            | "Solos do Chimbinha" (faixa exclusiva da versão em CD)                                                           | Ximbinha                                                                         | 1:48    |  |
| Duração total: | Duração total:                                                                                                   | Duração total:                                                                   | 1:03:37 |  |

## Desempenho nas paradas musicais

### Paradas semanais
| Parada musical (2005–2006) | Melhor posição |
| DVD                        | DVD            |
| -------------------------- | -------------- |
| Brasil (Época)             | 1              |
| CD                         |                |
| Brasil (Billboard)         | 3              |
| Brasil (Época)             | 5              |

## Certificações e vendas
| País   | Certificação | Vendas     |
| DVD    | DVD          | DVD        |
| ------ | ------------ | ---------- |
| Brasil | 3× Diamante  | 1 000 000+ |

## Prêmios e indicações
| Ano  | Prêmio                    | Categoria  | Resultado | Ref.   |
| ---- | ------------------------- | ---------- | --------- | ------ |
| 2010 | Prêmio Jackson & Gonzagão | Melhor DVD | Venceu    | [ 41 ] |

## Histórico de lançamento
| Região | Data                    | Formato | Gravadora         | Ref.   |
| ------ | ----------------------- | ------- | ----------------- | ------ |
| Várias | 14 de fevereiro de 2005 | DVD     | Calypso Produções | [ 9 ]  |
| Várias | 18 de abril de 2005     | CD      | Calypso Produções | [ 10 ] |